# 安東尼夫卡 (扎波羅熱區)
47°58′9″N 35°40′40″E / 47.96917°N 35.67778°E
安東尼夫卡（烏克蘭語：Антонівка）是位於烏克蘭東南部的村莊，由扎波羅熱州扎波羅熱区的米哈伊洛-盧卡舍韋市鎮負責管轄。該村處於索洛納河左岸，距離新米爾霍羅德卡1公里，面積1.533平方公里。